# 2'-O-Méthylation

2’-O-Méthyladénosine.

La 2’-O-méthylation est une modification courante des ARN consistant à lier un groupe méthyle à l'hydroxyle 2’ d'un résidu du ribose d'un nucléoside, ce qui donne un groupe méthoxy –OCH3. Les nucléosides 2’-O-méthylés se rencontrent principalement dans l'ARN ribosomique et les petits ARN nucléaires et se situent dans les régions essentielles au fonctionnement des ribosomes et des splicéosomes. Il a été proposé que la 2’-O-méthylation ait pu préfigurer l'ADN dans le monde à ARN à l'origine de la vie sur Terre.
Il existe des méthodes de séquençage à haut débit pour cartographier les 2’-O-méthylations du ribose de l'ARN.